# Orleka församling
Orleka församling var en församling  i Skara stift i nuvarande Tidaholms kommun. Församlingen uppgick i början av 1500-talet i Fröjereds församling.

## Administrativ historik
Församlingen har medeltida ursprung och uppgick i början av 1500-talet i Fröjereds församling efter att tidigare ha ingått i pastorat med denna församling.